# Dodémorphe
Le dodémorphe est un fongicide apparu en 1968. Il est synthétisé à partir de la réaction de la cyclododécylamine avec de l'oxyde de propylène. Il est utilisé pour contrôler l'oïdium sur les roses et autres plantes ornementales. La formule commerciale est un sel de l'acide acétique (CAS 31717-87-0)